# Papaïchton
Papaïchton è un comune francese situato nella Guyana francese.